# Mário Silva (ciclista)
Mário Pereira da Silva (Caldas de São Jorge, 5 de outubro de 1939) é um ciclista de Portugal e venceu a Volta a Portugal em 1961.

## Carreira desportiva
- 1961-1965, FC Porto, Portugal
- 1965, Olsa, Espanha
- 1966-1969, FC Porto, Portugal
- 1970, Fagor - Lourenço Marques, Portugal
- 1973, Coelima - Lençois, Portugal
- 1975, Coelima, Portugal

## Palmarés
- 1961, venceu a Volta a Portugal
- 1959 – Começou a carreira de ciclismo como popular no Futebol Clube do Porto
- 1960 – Venceu Grande Prémio da Malveira
- 1960 – Como Amador-Júnior foi aos Jogos Olímpicos a Roma
- 1961 – Participou pela primeira vez na Volta a Portugal e venceu
- Campeão de Nacional de Perseguição Individual em Pista
- 1962 – Rei da Montanha na Volta a Portugal
- 1962/63/65/66 – Volta à Espanha
- 1962 – 3º Etapa (Vitória-Bilbao) Volta à Espanha
- 1962/1964 – Volta à França do futuro
- 1964 – Venceu a montanha Tourmalet e Obisque
- Foi 2º Classificado na Geral da Montanha
- 1964 – Venceu o Grande Prémio FCP
- 1965 – Venceu o Grande Prémio Robbialac
- Venceu 2 etapas, uma em linha e outra em contra-relógio individual
- 1965 - 3º Classificado na Geral da Volta a Portugal
- 1965-66-68-69 Campeonatos Mundo Estrada
- 1966 – 3º Classificado Campeonato Nacional de Estrada
- 1966 – Venceu o Circuito Rio Maior
- 1966 – Venceu 8ª etapa, Contra-Relógio (Fundão-Castelo Branco) da Volta a Portugal
- 1967 – 2º Classificado (Porto-Lisboa)
- 1967 – Venceu o Circuito em Tavira
- 1967 – Venceu 13ª etapa, (Covilhã-Viseu) da Volta a Portugal
- 1968 – 2º Classificado Prémio Casal
- 1969 – 2º Classificado no Grande Prémio Philips
- 1969 – Venceu 16ª etapa, (Alcains-Penhas Saúde-Torre-Seia) da Volta a Portugal
- 1969 – 3º Classificado na Geral da Volta a Portugal
- 1970 – Como seleccionador, treinador e ciclista fui para Lourenço Marques representar a Fagor
- 1970 – Venceu Grande Prémio Fagor
- 1970 – Venceu a Volta à Rodésia
- 1970 – Terminou a carreira como ciclista
- Venceu 5 Campeonatos Nacionais por Equipas de 200 km